# Stenatemnus brincki
Stenatemnus brincki är en spindeldjursart som beskrevs av Beier 1973. Stenatemnus brincki ingår i släktet Stenatemnus och familjen Atemnidae. Inga underarter finns listade i Catalogue of Life.